# Przywieczerzyn (SIMC 0865102)
Przywieczerzyn – wieś w Polsce położona w województwie kujawsko-pomorskim, w powiecie włocławskim, w gminie Lubanie.
W latach 1975–1998 miejscowość administracyjnie należała do województwa włocławskiego.

## Wsie o nazwie Przywieczerzyn w gminie Lubanie
W gminie Lubanie istnieją dwie miejscowości podstawowe typu wieś o nazwie Przywieczerzyn. Niniejszy artykuł dotyczy wsi, która posiada identyfikator SIMC 0865102. Drugą z nich jest wieś Przywieczerzyn, która posiada identyfikator SIMC 0865020.